# 錢基 (密西西比州)
錢基（英語：Chunky）是位於美國密西西比州牛頓縣的城鎮。

## 人口
根據2020年美國人口普查的數據，錢基的面積為2.16平方千米，皆為陸地。當地共有人口272人，而人口密度為每平方千米126人。